# Sestav petih malih rombikubooktaedrov
Sestav petih rombikubooktaedrov je v geometriji sestav uniformnih poliedrov, ki jih sestavlja pet rombikubooktaedrov. Imajo enako razvrstitev oglišč kot v sestav petih zvezdnih prisekanih heksaedrov. Sklic se nanaša na seznam sestavov uniformnih poliedrov.

## Vir
- Skilling, John (1976), »Uniform Compounds of Uniform Polyhedra«, Mathematical Proceedings of the Cambridge Philosophical Society, 79 (3): 447–457, doi:10.1017/S0305004100052440, MR 0397554.